# Il Pordenone
Il Pordenone, egentligen Giovanni Antonio de' Sacchis, född omkring 1484 i Pordenone, död 1539 i Ferrara var en italiensk konstnär.
Pordenone kom redan som ung i kontakt med Tizian men företog 1515 en resa till Rom vilken kom att spela stor roll för hans fortsatta utveckling. Hans av den romerska manierismen influerade stil kom att få stor betydelse även för Tizian. Även Giorgione blev en viktig influens för Pordenone. Från 1535 var han verksam i Venedig, där han främst gjorde sig känd som freskomålare. Bevarade fresker finns i klostergården vid San Stefano i Venedig, i domkyrkorna i Treviso och Cremona, en Madonna med helgon finns i domkyrkan i Cremona samt i konstakademin i Venedig.
Asteroiden 3896 Pordenone är uppkallad efter honom.